# Alexei
Alexei (Aleksei) (în rusă Алексей) este un prenume masculin de origine rusă, derivat de la grecescul Alexios (Αλέξιος), care înseamnă "apărător". 
Prenumele original rusesc este astăzi răspândit și în alte state post-sovietice, inclusiv în Republica Moldova. El poate fi romanizat atât ca „Alexei” cât și ca „Aleksei” în română, sau ca "Aleksei"/"Aleksey"/"Alexej"/"Aleksej" în limbaj internațional. A fost westernizat ca Alexis.
În Ucraina și Belarus sunt răspândite două forme apropiate ale prenumelui: Oleksii (Олексiй) și Aliaksei (Аляксей), respectiv.
Biserica Ortodoxă Rusă folosește versiunea biseriii vechi slavone, Aleksii (Алексiй, sau Алексий în scriere modernă), pentru sfinții și ierarhii săi, printre cei mai cunoscuți fiind Patriarhii Alexei I și Alexei al II-lea).
Alexei se poate referi la:
- Alexei I al Rusiei
- Marele Duce Alexei Alexandrovici al Rusiei
- Marele Duce Alexei Mihailovici al Rusiei
- Patriarhul Alexei al II-lea al Moscovei
- Țareviciul Alexei al Rusiei

- Alexei Abrikosov
- Alexei Barbăneagră
- Alexei Brusilov
- Alexei Grigorievici Orlov
- Alexei Gubenco
- Alexei Ivanov
- Alexei Ivanovici Rîkov
- Alexei Jdanov
- Alexei Karagheorghevic
- Alexei Kosîghin
- Alexei Kozlov
- Alexei Krîlov
- Alexei Kuciuk
- Alexei Marinat
- Alexei Mateevici
- Alexei Orlov
- Alexei Pajitnov
- Alexei Panshin
- Alexei Roibu
- Alexei Savinov
- Alexei Șciusev
- Alexei Simașchevici
- Alexei Starobinskii
- Alexei Spaski

## Nume de familie
- Nicolae Alexei

|  | Acastă pagină se referă la un prenume. Eventual vezi legături interne. |